# نقدشوندگی

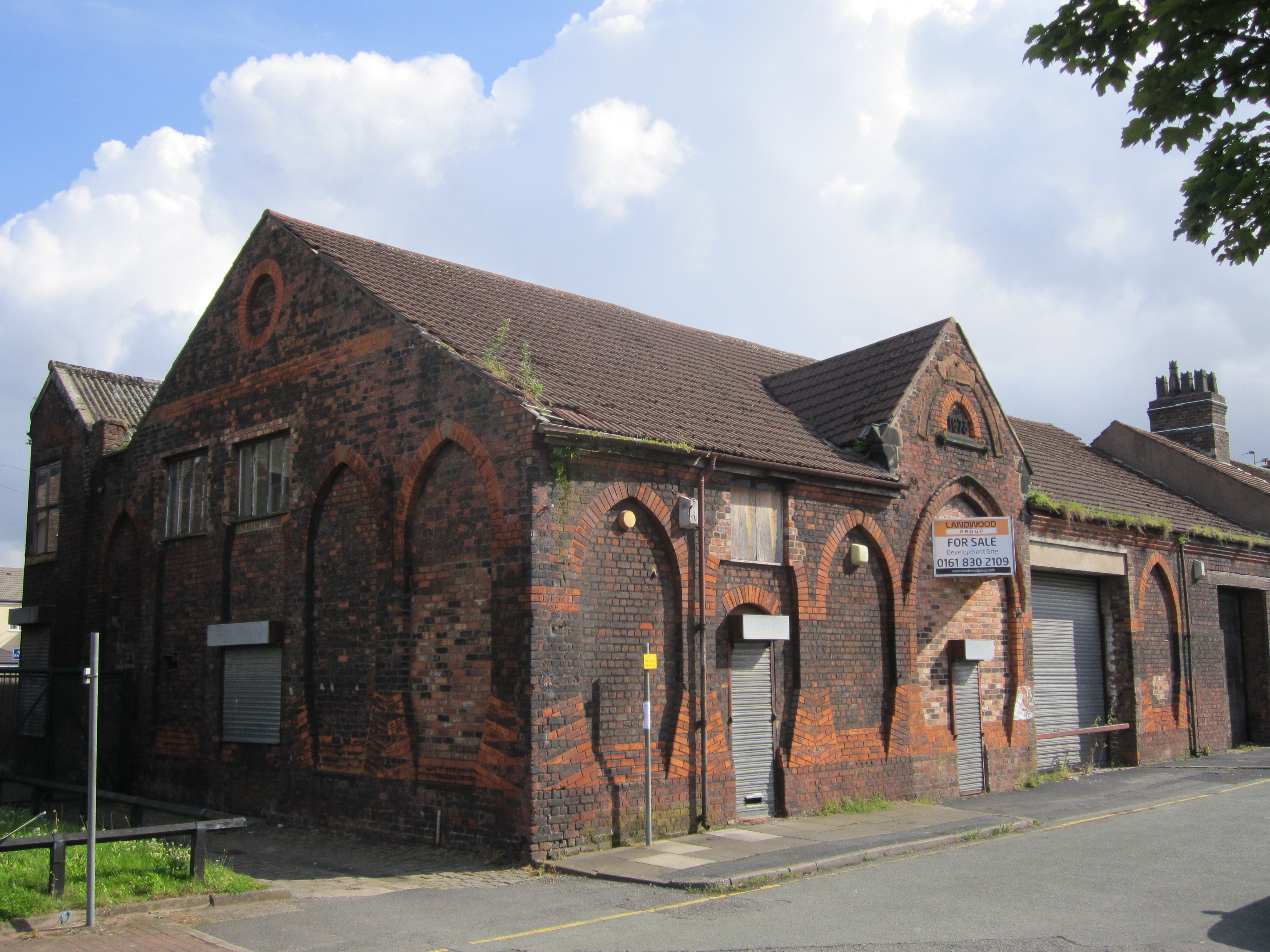
برای فروش؛ این ساختمان کلیسای قدیمی در چشایر انگلستان دارای نقدشوندگی نسبتاً پایینی است. این ساختمان می‌تواند در عرض چند روز با قیمت پایین فروخته شود؛ اما برای پیدا کردن یک خریدار که حاضر به پرداخت یک قیمت متناسب (واقعی) برای آن باشد، می‌تواند به چندین سال وقت نیاز باشد.

نقدشوندگی (به انگلیسی: Market liquidity)، اصطلاحی در علم اقتصاد و سرمایه‌گذاری که به آن بخش از نقدینگی (به انگلیسی: Broad money) که قابلیت دارد به سرعت به وجه نقد یا پول تبدیل شود اطلاق می‌شود. در واقع نقدشوندگی همانطور که از عنوانش پیداست قابلیت و میزان آمادگی هر دارایی‌ای برای تبدیل شدن به وجه نقد یا ارز رایج هر کشور است. دارایی‌ای که از نقدشوندگی بالایی برخوردار است به آسانی آن را می‌توان در بازار فعال، معامله کرد و بر اساس قیمت‌های رایج، آن را به پول نقد تبدیل کرد. نقدشوندگی رابطهٔ سرعت فروش با قیمت است.

## تعریف
نقدشوندگی (Market Liquidity) در یک تعریف کوتاه یعنی میزان سرعت تبدیل شدن یک دارایی به پول نقد بدون کاهش ارزش در اثر تبدیل. این دارایی می‌تواند هر چیزی باشد زمین، طلا، حساب بانکی، سهام یا حتی یک تابلو فرش. با این حال به طور طبیعی زمین و ملک نیز حساب‌های بلند مدت بانکی به دلیل سرعت پایین‌تر نقدشوندگی‌ یا از دست دادن ارزش اولیه در ازاء سرعت در نقدشوندگی، معمولا در بیشتر کشورهای جهان، نقدشونده (به انگلیسی: Narrow money) به شمار نمی‌آیند. میزان نقدشوندگی هرچقدر بالاتر باشد، نگرانی برای تبدیل کردن آن دارایی به پول نقد کمتر می‌شود. با این حال ممکن است در تعریف نقدشوندگی میان بانک‌ های مختلف دنیا همچنان اختلاف‌هایی باشد.

## ارتباط نقدینگی با نقدشوندگی
نقدینگی (به انگلیسی: Broad money) معیاری برای اندازه گیری مقدار پول یا عرضه پول در یک اقتصاد ملی است که شامل دو شکل نقدشونده به معنای تبدیل سریع به پول و غیرنقدشونده به معنای تبدیل زمانبر و دشوار به پول است. در واقع نسبت نقدینگی به نقدشوندگی عام و خاص من وجه است. به این معنا که هر گونه نقدشوندگی‌ای نقدینگی است ولی هر نقدینگی‌ای نقدشونده در معنای اصطلاحی آن که تبدیل سریع مورد نظر است نیست. با این حساب برای نمونه در کشوری مانند ایران طلا به دلیل تبدیل سریعش به ریال نقدشونده است ولی زمین و ملک مخصوصا در مکان‌های کمتر مطلوب از نظر سرمایه‌گذاری اگرچه نوعی نقدینگی به شمار می‌آید ولی نقدشونده نیست. یا خودرو به دلیل از دست دادن ارزش اولیه اش به خاطر استهلاک نمی‌تواند نقدشونده به شمار آید هرچند شامل نقدینگی می‌شود.

## ابزارهای مالی نقدشوندگی
در یک بازار کارا امکان نقدشوندگی همه انواع دارایی در کوتاه‌ترین زمان ممکن وجود دارد. مهم‌ترین ابزارهایی که نقدشوندگی از آن طریق صورت می‌گیرد به قرار زیر است:
1. صرافی‌ها، بورس‌ها (به انگلیسی: Specialist companies)
2. معاملات اعتباری (به انگلیسی: Margin trading)
3. معاملات دوطرفه (به انگلیسی: Two side transactions)[۵]